# Алтай (озеро)
Алтай, Куринка, Малая Куринка или Алта́йское о́зеро — бессточное озеро левобережья реки Енисей на территории Алтайского района Хакасии, представляет собой два минеральных водоёма сообщающихся через узкий пролив.
Площадь зеркала 2,1 км², длина береговой линии 8,2 км. Площадь водосбора 165 км².
Находится в безлесой местности. Питается за счёт атмосферных осадков и грунтовых вод, поступающих из верхнедевонских отложений. Вода сульфатно-хлоридно-натриевая, содержит большое количество брома, есть фтор, метаборная кислота. Минерализация колеблется в пределах 72—108 г/л. Месторождение высокоминерализованных среднесульфатных высокозольных грязяй, использующихся для лечения периферической нервной системы, опорно-двигательного аппарата, гинекологических и кожных болезней.
Возле озера гнездятся редкие виды птиц, занесенные в Красную книгу Республики Хакасия (шилоклювка, журавль-красавка, огарь, песчанка, большой кроншнеп, и др.).
Для улучшения экологической обстановки на озере необходимо провести ряд срочных охранных мероприятий по ликвидации стоков от животноводческих ферм, упорядочению посещения озера туристами, организации зоны санитарной охраны.